# Wały Hetmańskie (szczyt)
Wały Hetmańskie (norw. Waly Hetmanskiefjellet) – góra na południowym Spitsbergenie, między lodowcem Nathorstbreen a Lodowcem Zawadzkiego. Wysokość bezwzględna wynosi 715 m n.p.m. Nazwę nadała polska ekspedycja naukowa z 1934 roku na pamiątkę ulicy Wały Hetmańskie w polskim wówczas Lwowie. 